# Джулианова
Джулиано̀ва (на италиански: Giulianova, на местен диалект Gigljië, Джилиъ) е пристанищен град и община в Южна Италия, провинция Терамо, регион Абруцо. Разположен е на брега на Адриатическо море. Населението на общината е 23 949 души (към 2010 г.).